# Monika Debertshäuser
Monika Debertshäuser   (Sonneberg, 18 de setembre de 1952) és una esquiadora alemanya, ja retirada, especialista en esquí de fons, que va competir sota bandera de la República Democràtica Alemanya durant a dècada de 1970.
El 1976 va prendre part als Jocs Olímpics d'Hivern d'Innsbruck, on va disputar tres proves del programa d'esquí de fons. Formant equip amb Sigrun Krause, Barbara Petzold i Veronika  Schmidt guanyà la medalla de bronze en la prova del relleu 4x5 quilòmetres, mentre en els 5 quilòmetres fou setena i en els 10 quilòmetres catorzena.